# Achenoderus
Achenoderus is een kevergeslacht uit de familie van de boktorren (Cerambycidae). De wetenschappelijke naam van het geslacht werd voor het eerst geldig gepubliceerd in 1979 door Napp.

## Soorten
Achenoderus is monotypisch en omvat slechts de volgende soort:
- Achenoderus octomaculatus (Fairmaire & Germain, 1861)